# Sanda Toma
Sanda Toma (Ştefăneşti, 24 februari 1956) is een Roemeens voormalig roeister. Toma maakte haar debuut met een vijfde plaats in de dubbel-twee tijdens de Wereldkampioenschappen roeien 1978. Een jaar later veroverde ze de wereldtitel in de skiff tijdens de Wereldkampioenschappen roeien 1979. Toma maakte haar Olympische debuut tijdens de Olympische Zomerspelen 1980 met een gouden medaille in de skiff. Een jaar later beëindigde ze haar carrière met een wereldtitel in de skiff.

## Resultaten
- Wereldkampioenschappen roeien 1978 in Cambridge 5e in de dubbel-twee
- Wereldkampioenschappen roeien 1979 in Bled  in de skiff
- Olympische Zomerspelen 1980 in Moskou  in de skiff
- Wereldkampioenschappen roeien 1981 in München  in de skiff

1976: Christine Scheiblich ·
1980: Sanda Toma ·
1984: Valeria Răcilă-Rosça ·
1988: Jutta Behrendt ·
1992: Elisabeta Lipă-Oleniuc ·
1996: Jekaterina Chodotovitsj ·
2000: Jekaterina Karsten ·
2004: Katrin Rutschow-Stomporowski ·
2008: Roemjana Nejkova ·
2012: Miroslava Knapková ·
2016: Kimberley Brennan-Crow ·
2020: Emma Twigg ·
2024: Karolien Florijn
- Library of Congress Control Number: n84069958
- Virtual International Authority File: 40773359
- WorldCat: E39PBJppvVqHMWpHr4JgRqk4bd